# Laura Smet
Pour les articles homonymes, voir Smet et Laura (prénom).
Laura Smet, née le 15 novembre 1983 à Neuilly-sur-Seine, est une actrice française. Elle est la fille de Johnny Hallyday (né Smet) et Nathalie Baye.

## Biographie

### Origines et enfance
Laura Smet est la fille du chanteur Johnny Hallyday (1943-2017) et de l'actrice Nathalie Baye (née en 1948). Elle est la demi-sœur du chanteur David Hallyday (né en 1966), de Jade Smet (née en 2004) et de Joy Smet (née en 2008).
Laura Smet a deux parrains : le chanteur Eddy Mitchell, choisi par Johnny Hallyday, et le producteur Dominique Besnehard, choisi par Nathalie Baye,.
En 1986, Johnny Hallyday enregistre en son honneur la chanson Laura, écrite et composée par Jean-Jacques Goldman.
Laura Smet est élève au collège et lycée Victor-Duruy à Paris jusqu'en 1999. Elle suit ensuite les cours de comédie de Raymond Acquaviva.

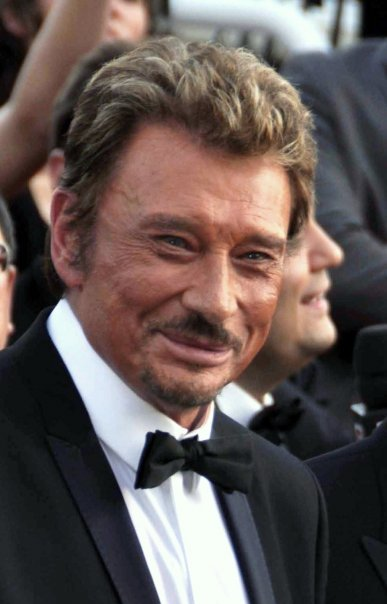
Johnny Hallyday, son père.
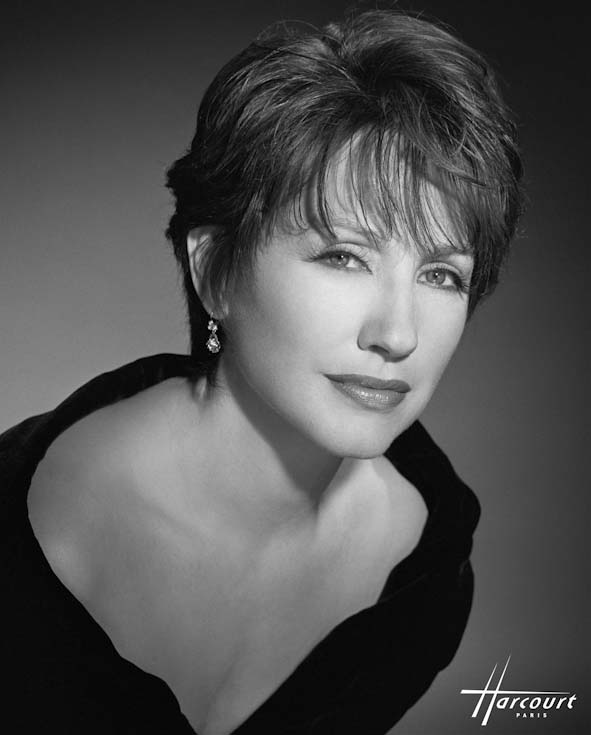
Nathalie Baye, sa mère.
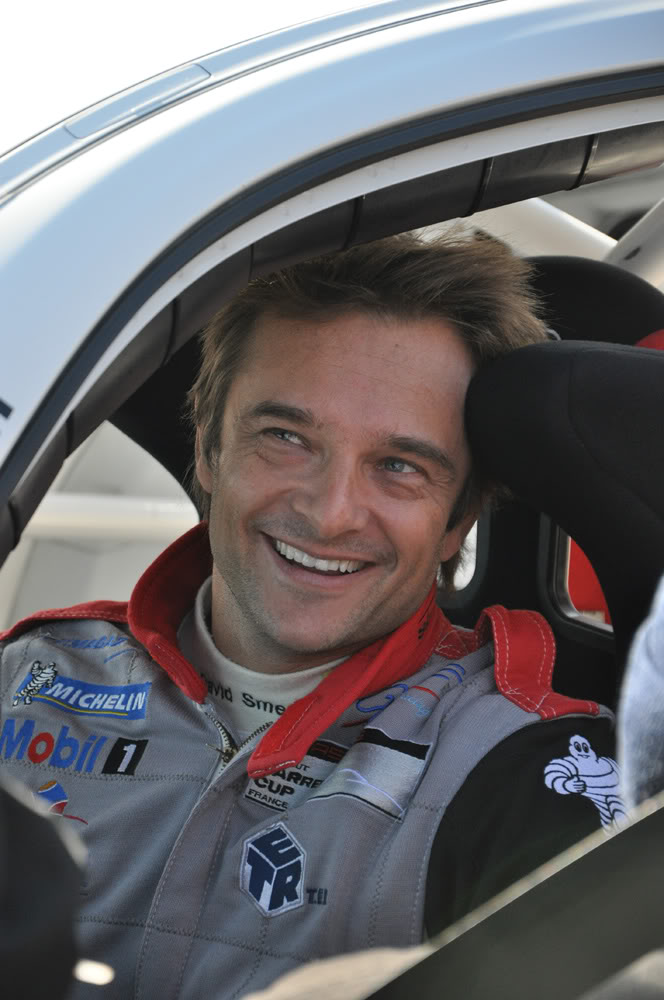
David Hallyday, son demi-frère.

### Carrière professionnelle

#### Premiers rôles (2003-2006)

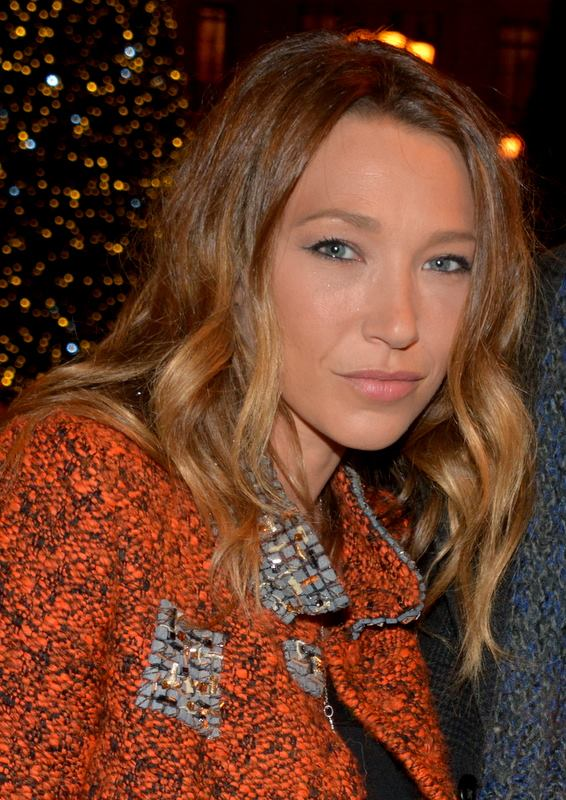
Laura Smet en 2015.

En 2002, âgée de 19 ans, alors qu'elle participe aux ateliers Émergence, qui aident de jeunes réalisateurs à mener à bien leur projet, elle est repérée par Olivier Assayas. Celui-ci la recommande à Xavier Giannoli, qui est à la recherche de l'héroïne de son premier long métrage, Les Corps impatients. Il choisit Laura Smet pour ce rôle. Le film est remarqué, tout comme la composition de la comédienne, qui incarne une jeune femme atteinte d'un cancer. Ses premiers pas sont salués par le prix Romy-Schneider et une nomination au César du meilleur espoir féminin en 2004.
La même année, elle seconde le tandem Clovis Cornillac / Emmanuelle Devos dans le drame belge La Femme de Gilles, de Frédéric Fonteyne, qui est salué par la critique. Elle est ensuite la tête d'affiche du drame La Demoiselle d'honneur, de Claude Chabrol : elle y donne la réplique à Benoît Magimel.
En 2006, elle fait partie du casting réuni autour de Catherine Frot pour le drame Le Passager de l'été, de Florence Moncorgé-Gabin. En 2007, elle tourne dans UV, de Gilles Paquet-Brenner, puis dans L'Heure zéro, de Pascal Thomas.

#### Moindre exposition (2007-2010)
En 2007, elle renonce, pour ennuis de santé, au tournage du film historique Les Femmes de l'ombre, de Jean-Paul Salomé ; elle est remplacée par Marie Gillain. En 2008, sort discrètement un drame à petit budget, en noir et blanc, La Frontière de l'aube, de Philippe Garrel. Elle en partage l'affiche avec Louis Garrel, le fils du cinéaste.
Cette même année, elle touche un plus large public avec le téléfilm d'Arte, Sang froid, de Sylvie Verheyde. Elle apparaît à nouveau à la télévision en 2009 dans Des gens qui passent, d'Alain Nahum.
En 2010, elle occupe les premiers rôles de deux nouveaux films : le drame Pauline et François, premier long métrage de Renaud Fély, puis le thriller Insoupçonnable de Gabriel Le Bomin.
La même année, elle fait ses premiers pas dans la chanson en interprétant, en duo avec son demi-frère David Hallyday, la chanson On se fait peur, présente sur l'album, Un nouveau monde.

#### Retour médiatique (depuis 2014)

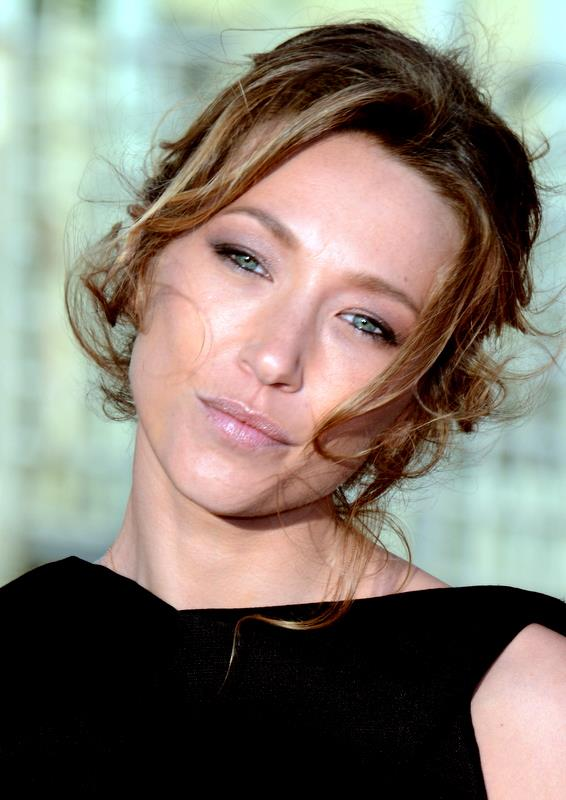
Laura Smet au Festival du film de Cabourg 2014.

Laura Smet effectue son retour en 2014 avec quatre films. Elle prête ses traits à Loulou de la Falaise dans un gros projet, le biopic Yves Saint Laurent, de Jalil Lespert. Dans le polar 96 heures de Frédéric Schoendoerffer, elle seconde les têtes d'affiches Gérard Lanvin et Niels Arestrup. Elle fait également partie du casting du film Eden, de Mia Hansen-Løve. Enfin, elle s'essaie à la comédie aux côtés de Marina Foïs et Noémie Lvovsky pour Tiens-toi droite, de Katia Lewkowicz. La même année, elle est jury au Festival du film romantique de Cabourg.
En 2015, elle retrouve Gérard Lanvin et Jalil Lespert - cette fois en tant qu'acteur - pour le drame intimiste sur fond de vignobles Premiers Crus, de Jérôme Le Maire. Elle joue aussi une variation fictive d'elle-même avec la série Dix pour cent. Elle y est dirigée par Cédric Klapisch et donne la réplique à sa mère Nathalie Baye, également dans son propre rôle.
Elle joue dans deux téléfilms en mars 2017 : sur France 2, dans Imposture, un thriller psychologique signé Julien Despaux, et sur Arte, dans La Bête curieuse, de Laurent Perreau, où elle tient un double rôle. La Bête curieuse est un projet qu'elle a soutenu pendant cinq ans, le temps qu'une chaîne accepte de le diffuser ; son interprétation est saluée par la critique.
À la fin de l'année, se succèdent trois projets : en octobre, elle apparait dans un épisode de la série télévisée policière de France 3, Capitaine Marleau ; en novembre, elle revient au cinéma dans un second rôle avec le polar Carbone, d'Olivier Marchal ; en décembre, elle retrouve sa mère, Nathalie Baye, pour le drame historique Les Gardiennes, de Xavier Beauvois.
Le 19 décembre 2018, plus de 70 célébrités se mobilisent à l'appel de l'association Urgence Homophobie. Smet est l'une d'elles et apparaît dans le clip de la chanson De l'amour,,.

### Vie privée
Laura Smet a été en couple avec Frédéric Beigbeder de 2004 à 2006, puis avec Julien Delajoux et Jean-Claude Sindres.
Durant sa jeunesse, Laura Smet connaît des épisodes dépressifs et souffre d'addiction à l'alcool et à la drogue,. Ses problèmes de santé l'empêchent notamment d'assurer la promotion du film UV et de finir le tournage des Femmes de l'ombre. En 2007, elle est hospitalisée en psychiatrie au centre hospitalier Sainte-Anne.
Fin janvier 2012, l'actrice assiste au dîner de la mode au profit du Sidaction ; le lendemain, au matin du 27 janvier, elle est interpellée nue et en état d'ébriété dans une rue du 6e arrondissement de Paris,. Quelques semaines plus tard, Laura Smet affirme qu'elle a été victime de la drogue du violeur : « C’était des conneries. Pour vous dire la vérité, on avait mis un truc dans mon verre, la drogue du violeur. Je le sais parce qu’on a fait des analyses le lendemain. Je ne me souviens de rien, mais cela m’a mise dans une situation... embarrassante. Mais je n’étais pas saoule à poil dans la rue. Voilà. Maintenant, tout est réglé et aujourd’hui je suis en pleine forme,. » Les médias indiquent par la suite que son état de santé s'est amélioré.
Elle est en couple depuis 2013 avec Raphaël Lancrey-Javal (né le 3 juillet 1969), un homme d'affaires, avec qui elle se marie, civilement le 1er décembre 2018 à la mairie du 7e arrondissement de Paris et religieusement en l'église Notre-Dame des Flots au Cap Ferret, le 15 juin 2019 (date symbolique, jour anniversaire de son père),. Le 7 octobre 2020, elle donne naissance à son premier enfant prénommé Léo, deuxième prénom de son père.

### Vie familiale
Après le décès de son père Johnny Hallyday, Laura Smet annonce, le 12 février 2018, qu'elle va « mener toutes les actions de droit » pour contester le quatrième testament de son père, qui confie l'ensemble de son patrimoine et de ses droits d'artiste à son épouse Laeticia Hallyday. Son demi-frère, David Hallyday, également déshérité, se joint à l'action de sa sœur en tant que co-demandeur. La question centrale est de savoir si le testament est régi par le droit français ou le droit californien, ce dernier ne prévoyant pas de droit garanti à l'héritage pour les descendants.
À cette occasion, certains médias font état d'une décennie de relations fluctuantes entre Laura Smet et Laeticia Hallyday, qui aurait cherché à l'écarter de l'entourage de son mari et n'aurait pas prévenu Laura Smet et David Hallyday de la mort du chanteur. Le journaliste Éric Le Bourhis écrit dans Johnny, l'incroyable histoire continue (2015) qu'« à un moment, l'inimitié entre elles était telle que le chanteur devait presque inventer des rendez-vous pour voir sa fille en cachette ».
Laura Smet reçoit le soutien de son parrain et ami de longue date de Johnny Hallyday, Eddy Mitchell, qui déclare ne pas comprendre que l'on puisse déshériter ses enfants.

## Filmographie

### Cinéma

#### Actrice
- 2003 : Les Corps impatients de Xavier Giannoli : Charlotte
- 2004 : La Femme de Gilles de Frédéric Fonteyne : Victorine
- 2004 : La Demoiselle d'honneur de Claude Chabrol : Stéphanie Bellange
- 2006 : Le Passager de l'été de Florence Moncorgé-Gabin : Jeanne
- 2007 : UV de Gilles Paquet-Brenner : Julie
- 2007 : L'Heure zéro de Pascal Thomas : Caroline Neuville
- 2008 : La Frontière de l'aube de Philippe Garrel : Carole
- 2010 : Pauline et François de Renaud Fély : Pauline Cointat
- 2010 : Insoupçonnable de Gabriel Le Bomin : Lise
- 2014 : Yves Saint Laurent de Jalil Lespert : Loulou de la Falaise
- 2014 : 96 heures de Frédéric Schoendoerffer : Camille Kancel
- 2014 : Eden de Mia Hansen-Løve : Margot
- 2014 : Tiens-toi droite de Katia Lewkowicz : Lili
- 2015 : Premiers Crus de Jérôme Le Maire : Marie
- 2017 : Les Gardiennes de Xavier Beauvois : Solange
- 2017 : Carbone d'Olivier Marchal : Noa Van Stretch
- 2017 : L'Araignée Rouge de Franck Florino : Claire Guérin
- 2018 : Faux frères, court-métrage de Nicolas Boualami
- 2019 : La Sainte Famille de Louis-Do de Lencquesaing : Marie-Laure

#### Réalisatrice
- 2018 : Thomas, court-métrage, avec Nathalie Baye

### Télévision
- 2008 : Sang froid de Sylvie Verheyde : Sophia
- 2009 : Des gens qui passent de Alain Nahum : Marie
- 2015 : Dix pour cent (saison 1 épisode 3) de Cédric Klapisch[26] : Elle-même
- 2017 : Imposture de Julien Despaux : Alice
- 2017 : La Bête curieuse de Laurent Perreau : Céline / Héloïse
- 2017 : Capitaine Marleau (épisode Sang et lumière) de Josée Dayan : Lucie Verterac
- 2020 : La Garçonne de Paolo Barzman, mini-série : Louise Kerlac[27]
- 2022 : Capitaine Marleau (épisode Morte saison) de Josée Dayan : Lana Delaunay
- 2022 : Fauda (saison 4) : Angela
- 2025 : Surface de Slimane-Baptiste Berhoun : Noémia Chastain

### Doublages
- 2007 : Cendrillon et le Prince (pas trop) charmant de Paul J. Bolger (voix : Cendrillon/Cendy)

### Clips

#### Actrice
- 2012 : Mon premier amour, clip de Philippe Uminski
- 2013 : Losing Control, clip de Mark Marian, réalisé par Stéphane Ly-Cuong
- 2018 : De l'amour, clip d'Urgence Homophobie réalisé par Benoît Pétré (participation)

#### Réalisatrice
- 2015 : To Let Myself Go de The Avener[28]
- 2018 : Ma dernière lettre de David Hallyday

## Théâtre
- 2022 : Le principe d’incertitude de Simon Stephens, mise en scène Louis-Do de Lencquesaing, théâtre Montparnasse

## Discographie

### Singles
- 2010 : On se fait peur (duo avec David Hallyday, sur l'album Un nouveau monde)
- 2013 : Tout le monde veut devenir un cat (duo avec Thomas Dutronc, sur l'album We Love Disney)
- 2020 : Un verre à la main (duo avec Grand Corps Malade, sur l'album Mesdames)

## Distinctions
- Prix Romy-Schneider 2004
- Étoiles d'or 2004 : révélation féminine pour Les Corps impatients
- Chelsea Film Festival de New York 2018 : Prix du meilleur court métrage pour Thomas[29],[30].